# Ryan Kinasewich
Ryan Kinasewich (St. Albert, Alberta, 20. kolovoza 1983.) kanadski je hokejaš na ledu hrvatskog porijekla. Igra na poziciji lijevog krila.

## Karijera

### Sj. Amerika
Kinasewich je svoju profesionalnu karijeru započinje 1998. godine za WHL momcad Medicine Hat Tigers gdje igra do 2001. godine. Za Medicine Hat Tigers odigrao je 116 utakmica i skupio 45 bodova. 2001. godine prelazi igrati za Tri City Americans gdje ostaje do 2004. godine odigravši za njih 182 utakmice i postigavši 207 bodova. 2004. godine prelazi u ECHL ligu igrati za Reading Royals. Iste sezone zapazili su ga sportski skauti te na njihov poziv odlazi i igra 29 utakmica za LA Monarchs u AHL-u. 2005. prelazi u Utah Grizzlies gdje i dan danas igra. Za Utah je odigrao 236 utakmica i postigao 350 bodova. Dok je igrao za Utah Grizzlies više puta su ga zvali razne AHL momčadi za koje je nastupao poput Bridgeport Tigersa, Lake Erie Monstersa i Hamilton Bulldogsa. 

### KHL Medveščak
7. travnja 2010. nakon pet sezona napušta Utah Grizzlies i prelazi u zagrebački Medveščak, zajedno s Andyjem Sertichem s kojim je nastupao u dresu Grizzliesa.

## Vanjske poveznice
- Profil na Eliteprospects.com
- Profil na The Internet Hockey Database